# Confédération des travailleurs Rerum Novarum
La Confederación de Trabajadores Rerum Novarum (CTRN - Confédération des travailleurs Rerum Novarum) est une confédération syndicale du Costa Rica formée en 1991 par la fusion de trois autres organisations. Elle est affiliée à la CSI et à la CSA.